# Mount Morris (berg i Australien, South Australia, Anangu Pitjantjatjara)
Mount Morris är ett berg i Australien. Det ligger i regionen Anangu Pitjantjatjara och delstaten South Australia, omkring 1 200 kilometer nordväst om delstatshuvudstaden Adelaide. Toppen på Mount Morris är 1 263 meter över havet, eller 106 meter över den omgivande terrängen. Bredden vid basen är 1,3 km.
Trakten runt Mount Morris är nära nog obefolkad, med mindre än två invånare per kvadratkilometer.. 
Omgivningarna runt Mount Morris är i huvudsak ett öppet busklandskap. Genomsnittlig årsnederbörd är 267 millimeter. Den regnigaste månaden är februari, med i genomsnitt 51 mm nederbörd, och den torraste är september, med 3 mm nederbörd.